# Luisella Milani
Luisella Milani (Lecco, 20 agosto 1968) è un'ex pallavolista italiana.

## Carriera

### Club
Centrale, inizia la carriera pallavolistica nella Pallavolo Picco Lecco, con la quale arriva fino alla serie A2. Nel 1989 approda alla quotata società di Geas Sesto San Giovanni (MI), dove disputa il suo primo campionato di serie A1. L'anno seguente indossa la divisa del San Lazzaro di Savena (BO), dove rimane per tre anni. Sono anche gli anni della nazionale, che porteranno la Milani alla conquista della medaglia d'oro ai Giochi del Mediterraneo del 1991.
Dopo una parentesi a Bari, nel campionato di A2, torna ai vertici della pallavolo italiana con la Foppapedretti Bergamo. Con la Foppapedretti vince due scudetti (1995-1996 e 1996-1997), due Coppa Italia (1995-1996 e 1996-1997), una Supercoppa Italiana (1995-1996) e una Coppa Campioni (1996-1997).
Nel 2009 è tornata a calcare i campi di gioco, disputando il campionato di serie C1 con la Picco Lecco, squadra dalla quale è iniziata la sua carriera, ottenendo la promozione in B2 e conquistando la medaglia d'oro alle finali scudetto regionali Serie C (23/05/2010 - Mariano Comense).

### Nazionale
Ha vestito la maglia della Nazionale in 45 occasioni a partire dall'11 giugno 1990, quando debuttò a Conselice nell'amichevole persa per 2-3 contro il Brasile.. Con la maglia della Nazionale Italiana conquista la Medaglia d'oro ai Giochi del Mediterraneo del 1991. Nel 2009 vince la Medaglia d'Oro ai Campionati Europei Masters (over 35).

### Carriera Allenatrice
Nel 2009 Luisella Milani ha iniziato la carriera da allenatrice.
Ha ottenuto la qualifica di Allenatore 1º grado - 2º Livello Giovanile, ed ha ripreso da dove aveva cominciato: ha seguito l'Under 13 Femminile della Picco Lecco, portandola nel 2012 di a vincere il titolo provinciale, e nel 2013 a raggiungere il secondo posto nella finale regionale Lombardia.
Nel 2014 ottiene la qualifica di Smart Coach
Dal 2014 entra nel consiglio direttivo della A.S.D. Picco Lecco e diventa direttrice tecnica del settore giovanile, settore che viene riconosciuto dal 2007 col marchio di qualità Fipav per la sua attività.
Nel 2015 entra a far parte dello staff tecnico della Volley Academy Manù Benelli
Nel 2020 è una delle socie fondatrici e Top Trainer della Volley Evolution, società organizzatrice di clinic e scuole specializzate sui ruoli della pallavolo